# Rebecca Sugar
Rebecca Sugar (ur. 9 lipca 1987 w Silver Spring) – amerykańska animatorka i scenarzystka; twórczyni serialu Steven Universe, pierwszej produkcji Cartoon Network w całości zrealizowanej przez osobę niebinarną (pod kątem pomysłu, scenariusza i animacji).